# Coup de Grace (Miles Kane)
Coup de Grace è il terzo album in studio da solista del musicista inglese Miles Kane, pubblicato nel 2018.

## Tracce
1. Too Little Too Late – 2:36 (Miles Kane, Jamie T)
2. Cry On My Guitar – 3:42 (Kane, Jamie T)
3. Loaded – 3:18 (Kane, Jamie T, Lana Del Rey)
4. Cold Light of Day – 2:10 (Kane, Jamie T)
5. Killing the Joke – 3:17 (Kane, Jamie T)
6. Coup de Grace – 3:55 (Kane, Zach Dawes, Loren Humphrey, Tyler Parkford)
7. Silverscreen – 2:19 (Kane, Dawes, Humphrey, Parkford)
8. Wrong Side of Life – 3:42 (Kane, Jamie T)
9. Something to Rely On – 3:20 (Kane, Jamie T)
10. Shavambacu – 3:34 (Kane, Dawes, Humphrey, Parkford)